# Jean-Marc Elzingre
Jean-Marc Elzingre, né à Lausanne le 26 mai 1948 et mort à Neuchâtel le 20 juillet 2007, est un dessinateur de presse et caricaturiste.

## Biographie
Après une formation de typographe accomplie chez Jaquemet-Loeffel, à Corcelles-Cormondrèche, Jean-Marc Elzingre est engagé par l’imprimerie Attinger puis par Cornaz, à Yverdon-les-Bains. Il y travaille à temps partiel afin de pouvoir, en parallèle, se consacrer au dessin. Jean-Marc Elzingre illustre L’Humour dans les prisons de Jules Bahut et crée le journal satirique La Pomme (1970), en collaboration avec Rolf Kesselring. Après un licenciement en 1971, il travaille occasionnellement pour le Journal de Payerne, le Journal de Moudon, le Gutenberg ou le Chat botté. Mais ces commandes ponctuelles ne lui permettent pas de vivre. Il reprend alors un emploi de typographe chez Jacquemet-Loeffel et de garde-vigne dans la commune d’Auvernier, le village de son enfance. 
C’est en 1977 que le rédacteur de L’Impartial, Gil Baillod, engage Jean-Marc Elzingre. C’est avec les dessins du Duo du Banc (1983) que sa participation dans les périodiques régionaux devient quotidienne.  
Populaire aux yeux du public neuchâtelois, Jean-Marc Elzingre a publié, entre 1985 et 2002, cinq albums de dessins du Duo du Banc. Il a également participé à de nombreuses expositions. En effet, ses talents pour les dessins de science-fiction, paysages à l’encre de chine et à l’aquarelle lui permettent de les exposer à la Maison d’Ailleurs à Yverdon-les-Bains (1980), au Gor du Vauseyon, au Château de Valangin (1992), à la Maison du Prussien (1994) ou encore à Evologia à Cernier (2007). 
À partir de 2006, Elzingre voit sa collaboration avec L’Express/L’Impartial être limitée à un dessin par semaine.

## Ouvrages parus
- Jean-Marc Elzingre, Duo du banc, La Chaux-de-Fonds, Ed. du Chardon, 1985.
- Jean-Marc Elzingre, Duo du banc, La Chaux-de-Fonds, Ed. du Chardon, 1987.
- Jean-Marc Elzingre, Duo du banc, La Chaux-de-Fonds, Ed. du Chardon, 1991.
- Jean-Marc Elzingre, Duo du banc, La Chaux-de-Fonds, Ed. du Chardon, 2002.